# NGC 7298
NGC 7298 is een spiraalvormig sterrenstelsel in het sterrenbeeld Waterman. Het hemelobject werd op 7 augustus 1864 ontdekt door de Duitse astronoom Albert Marth.

## Synoniemen
- MCG -2-57-10
- MK 1124
- IRAS 22281-1426
- PGC 69033